# Біологія для допитливих (журнал)
«Біоло́гія для допи́тливих» — український науково-популярний журнал для дітей та батьків. 
Виходив 1 раз на місяць. Часопис засновано у квітні 2010 року. Закритий від 1 липня 2013 року через нерентабельність. Головний редактор — Костянтин Задорожний. Формат: українськомовний повнокольоровий журнал з рекламою. Видання входило до серії «Для допитливих», в якій також були такі журнали, як «JustTEEN», «Хімія для допитливих», «Я вивчаю українську», «TEENGLISH», «Фізика для допитливих», «Історія для допитливих», «Географія для допитливих».

## Рубрики
У журналі виходили статті під такими рубриками:
- Історичні постаті;
- Життя звірят;
- Володарі минулого;
- Знайомство за столом;
- Домашні улюбленці;
- Як це було;
- Рейтинг;
- Розповіді про людину;
- Здивуй учителя та інші.

## Тематика
У журналі публікували науково-популярні статті для дітей та батьків на біологічну тематику.